# Mychajło Ołefirenko
Mychajło Wołodymyrowycz Ołefirenko, ukr. Михайло Володимирович Олефіренко, ros. Михаил Владимирович Олефиренко, Michaił Władimirowicz Olefirienko (ur. 6 czerwca 1960 w Mikołajowie) – ukraiński piłkarz, grający na pozycji obrońcy, a wcześniej pomocnika, trener piłkarski.

## Kariera piłkarska

### Kariera klubowa
W 1977 rozpoczął karierę piłkarską w Dynamie Kijów. W latach 1986–1990 występował również w klubach Szachtar Donieck, Guria Lanczchuti i Dynamo Biała Cerkiew. W 1991 wyjechał za granicę, gdzie bronił barw klubów 1. FC Tatran Prešov, UFC Weiden am See i Hapoel Hadera. W 1996 powrócił do Ukrainy, gdzie został piłkarzem Bukowyny Czerniowce, skąd następnego roku przeniósł się do Weresu Równe, w którym zakończył karierę piłkarską.

## Kariera trenerska
Po zakończeniu kariery piłkarskiej w sezonie 1998/99 pomagał trenować klub Metałurh Donieck, a potem kolejne trzy lata Borysfen Boryspol. Latem 2002 objął stanowisko głównego trenera Tobyłu Kostanaj, ale wkrótce opuścił kazachski klub i potem pracował jako asystent trenera FK Czerkasy. W końcu 2003 stał na czełe Krystału Chersoń. Wiosną 2004 po 8 meczach został zwolniony z zajmowanego stanowiska.

## Sukcesy i odznaczenia

### Sukcesy klubowe
- mistrz ZSRR: 1980, 1985, 1986
- wicemistrz ZSRR: 1982
- zdobywca Pucharu ZSRR: 1982

### Odznaczenia
- tytuł Mistrza Sportu ZSRR: 1978